# Squash-Mannschaftsweltmeisterschaft 1991
Die 13. Mannschafts-Weltmeisterschaft der Herren (englisch 1991 Men's World Team Squash Championships) fand vom 12. bis 17. November 1991 in Helsinki, Finnland statt. Insgesamt 23 Mannschaften nahmen teil. Österreich und der Oman gaben ihr Debüt bei einer Weltmeisterschaft.
Titelverteidiger war Australien, das seinen Titel erfolgreich verteidigte. Im Endspiel besiegte die australische Mannschaft England. Dies war Australiens sechster Titelgewinn bei einer Weltmeisterschaft. Dritter wurde Gastgeber Finnland vor Ägypten, während Pakistan erstmals seit 1973 nicht das Halbfinale erreichte. Deutschland belegte wie im Vorjahr den 10. Rang, Debütant Österreich erreichte den  14. Rang. Die Schweiz schloss das Turnier auf Platz 20 ab.

## Modus
Die teilnehmenden Mannschaften traten in sechs Gruppen an. Diese wurden nach den Ergebnissen der Weltmeisterschaft 1989 eingeteilt, wobei die acht besten Mannschaften in die Gruppen A und B gelost wurden. Nur diese acht Mannschaften spielten um den Titel. Die beiden Gruppenbesten der Gruppen C und D erreichten die Platzierungsspiele um die Plätze 5 bis 12, zusammen mit den Gruppendritten und -vierten der Gruppen A und B. Die Plätze 13 bis 20 wurden von beiden Gruppenbesten der Gruppen E und F und den Gruppendritten und -vierten der Gruppen C und D ausgespielt. Um die Plätze 21 bis 23 spielten die jeweils Gruppendritten und -vierten der Gruppen E und F. Innerhalb der Gruppe wurde im Round Robin-Modus gespielt, die beiden bestplatzierten Mannschaften zogen ins Halbfinale ein. Dieses wurde im K.-o.-System ausgetragen. Alle Plätze wurden ausgespielt.
Alle Mannschaften bestanden aus mindestens drei und höchstens vier Spielern, die in der Reihenfolge ihrer Spielstärke gemeldet werden mussten. Pro Begegnung wurden drei Einzelpartien bestritten. Eine Mannschaft hatte gewonnen, wenn ihre Spieler zwei der Einzelpartien gewinnen konnten. Die Spielreihenfolge der einzelnen Partien war unabhängig von der Meldereihenfolge der Spieler.

## Ergebnisse

### Vorrunde

#### Gruppe A
| Rang | Land       | Sp. | S | N | Sp.-Diff. | Punkte |
| ---- | ---------- | --- | - | - | --------- | ------ |
| 1    | Australien | 3   | 3 | 0 | 8:1       | 6      |
| 2    | Ägypten    | 3   | 1 | 2 | 4:5       | 2      |
| 3    | Neuseeland | 3   | 1 | 2 | 3:6       | 2      |
| 4    | Kanada     | 3   | 1 | 2 | 3:6       | 2      |

| Australien | – | Ägypten    | 2:1 |
| Australien | – | Neuseeland | 3:0 |
| Australien | – | Kanada     | 3:0 |
| Ägypten    | – | Neuseeland | 1:2 |
| Ägypten    | – | Kanada     | 2:1 |
| Neuseeland | – | Kanada     | 1:2 |

#### Gruppe B
| Rang | Land     | Sp. | S | N | Sp.-Diff. | Punkte |
| ---- | -------- | --- | - | - | --------- | ------ |
| 1    | England  | 3   | 3 | 0 | 7:2       | 6      |
| 2    | Finnland | 3   | 2 | 1 | 5:4       | 4      |
| 3    | Schweden | 3   | 1 | 2 | 3:6       | 2      |
| 4    | Pakistan | 3   | 0 | 3 | 3:6       | 0      |

| England  | – | Finnland | 2:1 |
| England  | – | Schweden | 3:0 |
| England  | – | Pakistan | 2:1 |
| Finnland | – | Schweden | 2:1 |
| Finnland | – | Pakistan | 2:1 |
| Schweden | – | Pakistan | 2:1 |

#### Gruppe C
| Rang | Land        | Sp. | S | N | Sp.-Diff. | Punkte |
| ---- | ----------- | --- | - | - | --------- | ------ |
| 1    | Deutschland | 3   | 3 | 0 | 7:2       | 6      |
| 2    | Niederlande | 3   | 2 | 1 | 7:2       | 4      |
| 3    | Spanien     | 3   | 1 | 2 | 3:6       | 2      |
| 4    | Schweiz     | 3   | 0 | 3 | 1:8       | 0      |

| Deutschland | – | Niederlande | 2:1 |
| Deutschland | – | Spanien     | 2:1 |
| Deutschland | – | Schweiz     | 3:0 |
| Niederlande | – | Spanien     | 3:0 |
| Niederlande | – | Schweiz     | 3:0 |
| Spanien     | – | Schweiz     | 2:1 |

#### Gruppe D
| Rang | Land               | Sp. | S | N | Sp.-Diff. | Punkte |
| ---- | ------------------ | --- | - | - | --------- | ------ |
| 1    | Schottland         | 3   | 3 | 0 | 7:2       | 6      |
| 2    | Irland             | 3   | 2 | 1 | 4:5       | 4      |
| 3    | Frankreich         | 3   | 1 | 2 | 5:4       | 2      |
| 4    | Vereinigte Staaten | 3   | 0 | 3 | 2:7       | 0      |

| Schottland | – | Irland             | 3:0 |
| Schottland | – | Frankreich         | 2:1 |
| Schottland | – | Vereinigte Staaten | 2:1 |
| Irland     | – | Frankreich         | 2:1 |
| Irland     | – | Vereinigte Staaten | 2:1 |
| Frankreich | – | Vereinigte Staaten | 3:0 |

#### Gruppe E
| Rang | Land     | Sp. | S | N | Sp.-Diff. | Punkte |
| ---- | -------- | --- | - | - | --------- | ------ |
| 1    | Dänemark | 2   | 2 | 0 | 6:0       | 4      |
| 2    | Italien  | 2   | 1 | 1 | 3:3       | 2      |
| 3    | Japan    | 2   | 0 | 2 | 0:6       | 0      |

| Dänemark | – | Italien | 3:0 |
| Dänemark | – | Japan   | 3:0 |
| Italien  | – | Japan   | 3:0 |

#### Gruppe F
| Rang | Land       | Sp. | S | N | Sp.-Diff. | Punkte |
| ---- | ---------- | --- | - | - | --------- | ------ |
| 1    | Österreich | 3   | 3 | 0 | 8:1       | 6      |
| 2    | Hongkong   | 3   | 2 | 1 | 7:2       | 4      |
| 3    | Kuwait     | 3   | 1 | 2 | 2:7       | 2      |
| 4    | Oman       | 3   | 0 | 3 | 1:8       | 0      |

| Österreich | – | Hongkong | 2:1 |
| Österreich | – | Kuwait   | 3:0 |
| Österreich | – | Oman     | 3:0 |
| Hongkong   | – | Kuwait   | 3:0 |
| Hongkong   | – | Oman     | 3:0 |
| Kuwait     | – | Oman     | 2:1 |

### Halbfinale
| Australien | – | Finnland | 3:0 |
| England    | – | Ägypten  | 3:0 |

### Finale
| Australien                                                    | Finale | England                                                   |
| ------------------------------------------------------------- | --- | --------------------------------------------------------- |
| Team Chris Dittmar Brett Martin Rodney Martin Chris Robertson | Datum: 17. November 1991 Ort: Helsinki \| Brett Martin \| 9:2, 9:6, 9:2 \| Chris Walker \| \| Chris Dittmar \| 9:2, 9:2, 9:4 \| Del Harris \| \| Chris Robertson \| 9:5, 9:3, 9:4 \| Peter Marshall \| Resultat: 3:0 | Team Del Harris Chris Walker Peter Marshall Jason Nicolle |
| Brett Martin                                                  | 9:2, 9:6, 9:2 | Chris Walker                                              |
| Chris Dittmar                                                 | 9:2, 9:2, 9:4 | Del Harris                                                |
| Chris Robertson                                               | 9:5, 9:3, 9:4 | Peter Marshall                                            |

## Abschlussplatzierungen
| Rang | Mannschaft  |
| 01.  | Australien  |
| 02.  | England     |
| 03.  | Finnland    |
| 04.  | Ägypten     |
| 05.  | Neuseeland  |
| 06.  | Niederlande |
| 07.  | Schweden    |
| 08.  | Pakistan    |

| Rang | Mannschaft  |
| 09.  | Kanada      |
| 10.  | Deutschland |
| 11.  | Schottland  |
| 12.  | Irland      |
| 13.  | Frankreich  |
| 14.  | Österreich  |
| 15.  | Dänemark    |
| 16.  | Italien     |

| Rang | Mannschaft         |
| 17.  | Spanien            |
| 18.  | Hongkong           |
| 19.  | Vereinigte Staaten |
| 20.  | Schweiz            |
| 21.  | Kuwait             |
| 22.  | Japan              |
| 23.  | Oman               |